# Lóga Máté
Lóga Máté (Dunaújváros, 1990 –)[forrás?] magyar közgazdász, államtitkár. 
2015-ben a Budapesti Corvinus Egyetem Közgazdaságtudományi Karán szerzett egyetemi diplomát a Nemzetközi gazdaság és gazdálkodás szakon. 2014 és 2018 között a Magyar Nemzeti Bank közgazdásza, majd 2018-2021 között az MNB Strukturált Finanszírozási Főosztály vezetője volt. Ezzel párhuzamosan 2018-2019 között a Budapesti Értéktőzsde vezérigazgatójának tanácsadójaként is dolgozott. 2021-2022 között a Magyar Nemzeti Bank Strukturált Finanszírozás Stratégiai Igazgatóságát vezette. 2022-ben a Miniszterelnöki Kabinetiroda, 2023-tól a Gazdaságfejlesztési-, 2024-től pedig a Nemzetgazdasági Minisztérium államtitkára.
Számos kutatás, elemzés és cikk szerzője.
Jelenleg a Budapest Airport elnöke, valamint tagja az EXIM és az EBRD igazgatótanácsának.[forrás?]

## Forrás
- Lóga Máté - Portfolio.hu. www.portfolio.hu. (Hozzáférés: 2024. augusztus 25.)